# Acacia subracemosa
Acacia subracemosa é uma espécie de leguminosa do gênero Acacia, pertencente à família Fabaceae.